# Арзамасцев, Олег Германович
Оле́г Ге́рманович Арзама́сцев (28 мая 1960, Свердловск (ныне Екатеринбург) — 14 октября 2017, там же) — советский, российский артист балета, педагог и хореограф, ведущий солист Екатеринбургского театра оперы и балета. Первый лауреат конкурса артистов балета «Арабеск» (1988).

## Биография

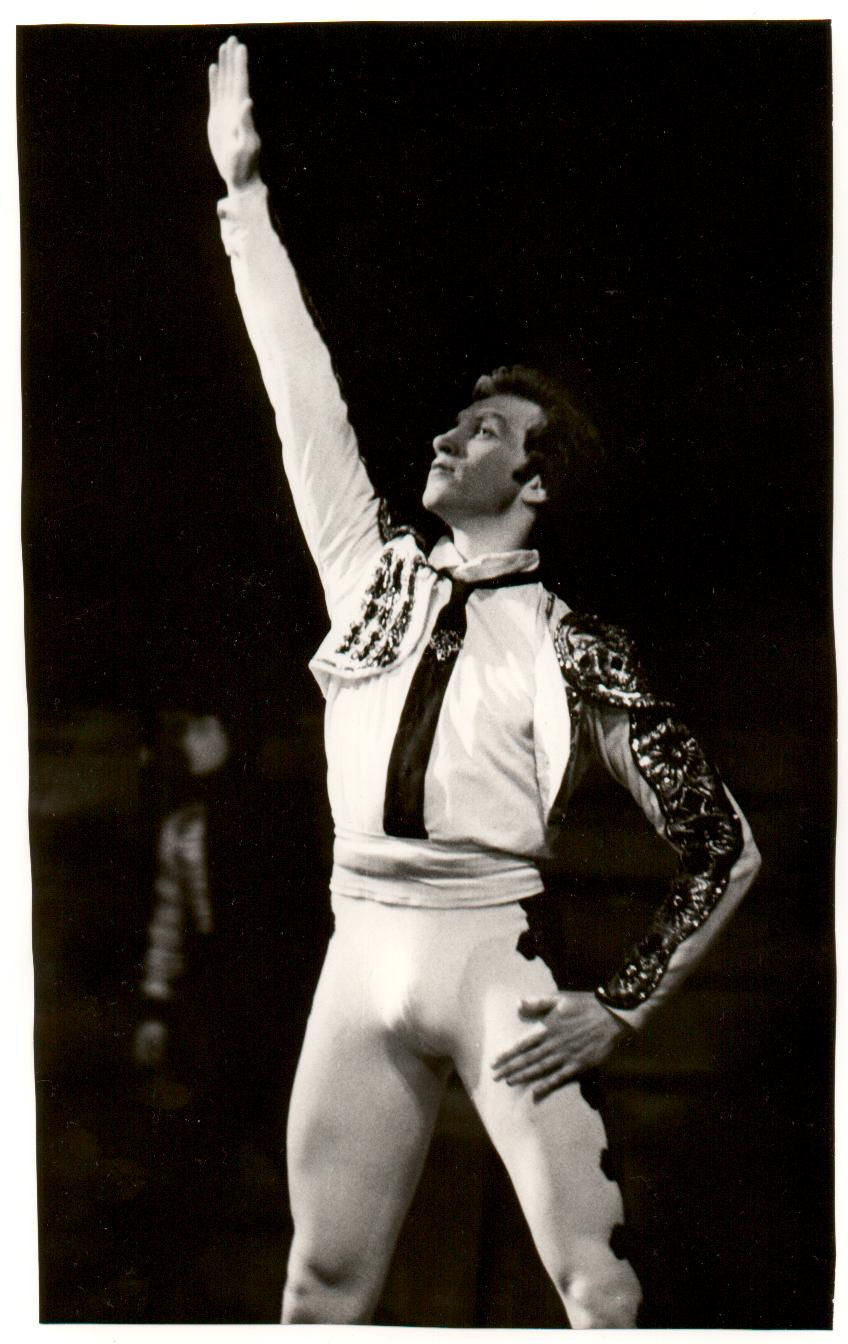
В партии Тореро в балете «Кармен-сюита»

Родился в Свердловске в семье служащих.
В 1976 году поступил в Пермское хореографическое училище, где среди его педагогов были Марс Миргарипов, Ксения Есаулова, Марина Мальцева, Владимир Толстухин. В 1980 году окончил училище с отличием и был принят в Свердловский театр оперы и балета. С июня 1980 года по март 2001 года танцевал в этом театре, был ведущим солистом («мастер сцены»). В 1980-х годах был одним из первых в этой труппе, кто гастролировал в Европе, Америке, Японии.
В 1989 году исполнял партию Моцарта в балете «Моцарт и Сальери» (хореография Веры Боккадоро, перенос постановки Большого театра. «…Его Моцарт переменчив, то порывист, то мягок, обаятелен и лиричен: гений непредсказуем.» — отзывались критики
Член Союза театральных деятелей Российской Федерации.
В 1992—1996 годах учился в Академии искусств и художественных ремёсел имени Демидовых (Екатеринбург), получил высшее образование по специальности: балетмейстер, преподаватель хореографических дисциплин.
В 1995—2004 годах — старший преподаватель кафедры актёрского мастерства в Екатеринбургском театральном институте. В 2009—2012 годах работал педагогом в балетной школе Израиля.

## Творчество

### Репертуар
- «Испанские миниатюры», музыка народная в обработке В. Сайко (танцы сапатеадо, поло, танго), постановка Херардо Виана Гомес де Фонсеа (Испания) — танцовщик
- «Щелкунчик» П. И. Чайковского, постановка Игоря Бельского — принц Щелкунчик, пастушок, отец, мышиный король
- «Лебединое озеро» П. И. Чайковского в редакции театра (по М. Петипа, А. Горскому) — па-де-труа, испанский танец, венгерский танец, рыцарь, злой гений Ротбарт
- «Жизель» А. Адана, хореография Ж. Коралли, Ж. Перро и М. Петипа в редакции Л. Лавровского — граф Альберт, оруженосец[5]
- «Дон Кихот» Л. Ф. Минкуса в редакции Р. Захарова (по А. Горскому) — Базиль, Эспада, болеро
- «Сильфида» Г. С. Лёвеншёльда в редакции Э.-М. фон Розен (по А. Бурнонвилю) и Олега Виноградова — Джеймс
- «Ромео и Джульетта» С. С. Прокофьева в постановке Наталии Касаткиной и Владимира Василёва — граф Парис и маска смерти
- «Макбет» К. В. Молчанова в постановке Александра Дементьева — Банко, король Дункан
- «Гаянэ» А. И. Хачатуряна в постановке Ашота Асатуряна (Ереван) — танец с саблями, Армен и Карен
- «Пушкин» А. П. Петрова в постановке Наталии Касаткиной и Владимира Василёва — Дантес
- «Анна Каренина» Р. К. Щедрина в постановке Натальи Рыженко, Виктора Смирнова-Голованова и Майи Плисецкой — Вронский[6][7]
- «Моцарт и Сальери» на музыку В. А. Моцарта и А. Сальери в постановке Веры Боккадоро (Франция) — Моцарт
- «Павана мавра» на музыку Г. Пёрселла в редакции Натальи Рыженко (по Х. Лимону) — Яго
- «Спящая красавица» П. И. Чайковского в редакции Т. Соболевой (по К. Сергееву) — па-де-де Синей птицы и принцессы Флорины, жених
- «Кармен-сюита» Р. К. Щедрина в постановке Александра Плисецкого (по А. Алонсо) — Тореро
- «Пахита» на музыку Э. М. Дельдевеза и Л. Ф. Минкуса в редакции Натальи Беликовой (по М. Петипа) — кавалер Люсьен
- «Корсар» А. Адана в редакции Петра Гусева (по Ж. Мазилье, Ж. Перро, М. Петипа) — па-де-де
- «Сотворение мира» А. П. Петрова в постановке Наталии Касаткиной и Владимира Василёва — архангел Михаил, Гавриил и чёрт
- «Памяти поэта Гарсиа Лорка Федерико» на музыку Родригаса в постановке… — поэт
- «Слуга двух господ» в постановке Николая Боярчиковаа, на музыку М. И. Чулаки — соло в танце тарантелла
- «Баядерка» Л. Ф. Минкуса в редакции Петра Гусева (по М. Петипа) — «золотой божок» и солист в индусском танце
- «Вальпургиева ночь» Ш. Гуно (музыка к опере «Фауст») в постановке Леонида Лавровского — Вакх
- «Тема с вариациями» на музыку П. И. Чайковского, хореография Дж. Баланчина, постановка фонда Дж. Баланчина — солист
- «Серенада» на музыку П. И. Чайковского, хореография Дж. Баланчина, постановка фонда Дж. Баланчина — солист
- «Франческо да Римини» на музыку П. И. Чайковского, в постановке Игоря Каныгина — Паоло
- «Фестиваль цветов в Дженцано» на музыку Э. Хельстеда и Х. С. Паулли, в редакции Олега Виноградова (по А. Бурнонвилю) — солист
- «Комиссар» на музыку Г. И. Банщикова, в постановке Александра Дементьева — большевик
- «12 стульев» на музыку Г. И. Гладкова, в постановке Александра Дементьева — Подколесин
- «Тщетная предосторожность» на музыку П. Гертеля, в постановке Александра Дементьева, — Никез, Колен и друг Колена
- «Легенда о любви» на музыку А. Д. Меликова, в постановке Юрия Григоровича — друг Ферхада
- «Adagio», хореографическая миниатюра на музыку Марчелло, хореография Александра Дементьева
- «Тройное па-де-де», хореографическая миниатюра на музыку Дж. Россини, хореография Александра Дементьева
- в операх: А. П. Бородина «Князь Игорь» — половецкие пляски, Ж. Бизе «Кармен», А. Г. Рубинштейна «Демон», П. И. Чайковского «Евгений Онегин», Римского-Корсакого «Царская невеста», С. П. Баневича «Снежная Королева» — сольные партии в танцевальных сценах и вставных балетных актах

### Хореография
- 1994 год — «Щелкунчик и мышиный король», режиссёр Альбина Сухоросова (Екатеринбургский театр кукол)[8]
- 1995 год — «Блуждающие звёзды» хореографическая новелла на музыку Т. Альбинони «Adagio in G minor» по одноимённому произведению Ш.-Алейхема, первые исполнители: заслуженная артистка РФ Татьяна Гичина, Олег Арзамасцев, Маргарита Окатова (младшая), Алексей Насадович (Екатеринбургский театр оперы и балета)
- 1996 год — «Танго первой любви» на музыку К. Пьяццоло, первые исполнители: Эльвира Иванова, Олег Арзамасцев (Екатеринбургский театр оперы и балета)
- 1996 год — «Блуждающие звёзды» хореографическая новелла на музыку Т. Альбинони «Adagio in G minor» по одноимённому произведению Ш.-Алейхема (Балетная школа города Кочабамба (Боливия). Премьера 24 апреля 1996 года)
- «Вариации для четырёх персонажей на темы Б. Х. Брокеса» на музыку Ф. Генделя — Олег Арзамасцев «белая маска»
- 1998 год — «Волшебная лампа Аладдина», режиссёр Владимир Гаранин (Екатеринбургский театр кукол)
- 1999 год — «Золушка или хрустальный башмачок», режиссёр Владимир Гаранин (Екатеринбургский театр кукол)
- 1999 год — «Соловей», по мотивам сказки Г. Х. Андерсена, постановка — Андрей Ефимов и Сергей Сидельников (Екатеринбургский театр кукол)[9][10]
- 1999 год — концертные номера для солистов и артистов балета на музыку Оффенбаха «Канкан», Штрауса «Полька трич-трач» (Свердловский театр музыкальной комедии)[11]
- 1999 год — главный балетмейстер культурной и развлекательной программы Всемирной конференции ЮНЕСКО в Екатеринбурге
- 1999 год — музыкальная комедия «Крошка» Анвара Эргашева, режиссёр Владимир Бородин (Свердловский театр музыкальной комедии)
- 2000 год — музыкальная комедия «Скандал по-французски» Анвара Эргашева, режиссёр Владимир Бородин (Свердловский театр музыкальной комедии)[12]
- 2000 год — «Дон Жуан» В. А. Моцарта, режиссёр Илья Можайский, дирижёр Владислав Лягас (Экспериментальный музыкальный театр, кафедра вокала Уральской консерватории имени М. П. Мусоргского). Лауреат XXI Свердловского областного фестиваля «Браво!» и обладатель специального диплома жюри «За современное воплощение оперной классики»
- 2017 год — «Поминальная молитва» Г. Горина, режиссёр Сергей Фёдоров (Областной русский драматический театр им. Н. Погодина, Казахстан)[13] — незавершённая работа

### Гастроли
Германия, Австрия, Франция, Индия, Япония, страны Южной Америки (1996 — Боливия) и др.